# Amīn (Titel)
Amīn, ein Ehrentitel, Amt und Namensbestandteil, aus dem Arabischen, vertrauenswürdig; eine Person, in die man Vertrauen setzen kann, Epitheton des Propheten Mohammed, später Amtstitel, z. B. in Indien (urdu امین amīn).
Der Titel bezeichnet im muslimischen Raum schon früh von Afrika bis Asien Amtsträger mit rechtlichen, wirtschaftlichen oder finanziellen Vertrauensfunktionen, z. B. Treuhänder der Gerichte, Schlichter, Vormünder oder Steuerschätzer, im muslimischen Westen später auch die Vorsteher von Handels-Gilden.

## Belege
1. ↑  Hobson-Jobson, S. 17; Platts, A Dictionary of Urdu, S. 83; Cl.Cahen, Encyclopaedia of Islam (EI), Bd.i, S. 437